# Понтиви (округ)
Понтиви (фр. Pontivy) — округ (фр. Arrondissement) во Франции, один из округов в регионе Бретань. Департамент округа — Морбиан. Супрефектура — Понтиви.
Население округа на 2019 год составляло 155 599 человек. Плотность населения составляет 53 чел./км². Площадь округа составляет 2 944,64 км².

## Кантоны округа
Кантоны округа Понтиви (с 1 января 2017 года)
- Гран-Шан (частично)
- Гурен
- Мореак (частично)
- Плоэрмель
- Понтиви

Кантоны округа Понтиви (с 22 марта 2015 года по 31 декабря 2016 года)
- Гран-Шан (частично)
- Гурен
- Мореак (частично)
- Плоэрмель (частично)
- Понтиви

Кантоны округа Понтиви (до 22 марта 2015 года)
- Бо
- Гемне-сюр-Скорф
- Гурен
- Жослен
- Клегерек
- Ле-Фауэт
- Локмине
- Понтиви
- Роан
- Сен-Жан-Бревле